# K-BOOKS
K-BOOKSは、アニメ・ゲーム関連品等を扱うホビーショップ。会社としての商号は株式会社ケイ・ブックス。

## 沿革
新刊・古本の漫画やライトノベルのほか、中古同人誌、映像・音楽媒体を含むアニメ・ゲーム、声優関連のグッズなどを販売している。本社は東京都豊島区東池袋にある。
1992年に豊島区巣鴨に開店した漫画古書店「けんちゃんちのマンガ塾」を源流とし、店名は会長の大塚健に由来している。現店名のK-BOOKSの「K」も「けんちゃん」の頭文字から取られたものである。
1994年7月に有限会社ケイ・ブックスを設立し、同年11月には池袋に店舗を移転させ、「ケイ・ブックス池袋店」と改名した以降は池袋地区が地盤となっている。1997年11月に株式会社化した。
2017年時点では池袋に12店舗、秋葉原に2店舗、大阪なんばと名古屋駅西地区に各1店舗の計16店舗（同じ建物内で取扱商品やフロアが異なる別館も含む）が営業している。名古屋地区からは2008年には開店した大須フロンティア館を2010年に閉店していったん撤退したが、2017年4月に名古屋フロンティア館で再進出した。男性向けのアニメグッズや成人向け同人誌の買取販売については、名古屋フロンティア館では規模縮小した後に女性向けや少年マンガ雑誌のグッズのみ、なんばの店舗では弐番館が閉店した数ヶ月後に取り扱いを終了したもよう。なお、大阪なんばの店舗では開店当時は男性向け同人誌などを中心に販売していた。のちに壱番館、弐番館に店舗が分かれた際、壱番館の店舗では女性向けのグッズ、弐番館では男性向け同人誌を中心としたグッズや、一般向けコミックに力を入れていた。2009～2010年の壱番館、弐番館の店舗統合の際、コミックスは壱番館1階、男性向け同人誌は4階に移転、営業を行う事となる。
ポインドカードを導入しており、買い物でたまったポイントは、次回以降の支払いに使ったり、交換でグッズを入手したりできる。
また、エンターテインメントカフェ事業部において執事喫茶 Swallowtailと、洋菓子店 Patisserie Swallowtailを池袋で営業している。

## 店舗

### 漫画・アニメ・同人系の店舗
- 池袋同人館

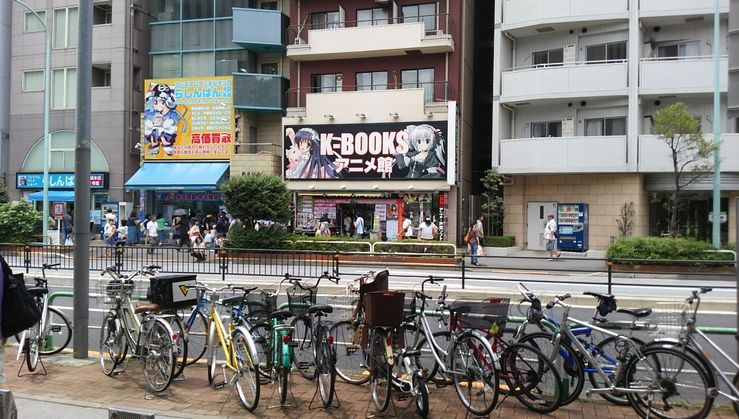
池袋アニメ＆アスリート館
- 池袋乙女館
- 池袋ヒストリア館
- 池袋セレクト館
- 池袋ライブ館
- 池袋シネマ館
- コスプレ館
- 秋葉原本館
- 秋葉原MEN'S館
- 大阪なんば壱番館(女性向け)
- 名古屋フロンティア館(女性向け)

- 中央が池袋アニメ館。

### 飲食系の店舗
- メイドカフェ「Hand Maid Cafe L⇔R」(2009年閉店)
- 執事喫茶Swallowtail
- Patisserie Swallowtail

### 閉店した店舗
- 吉祥寺店（1998年5月10日の時点で既に閉店）
- 渋谷店
- 大須フロンティア館（2008年～2010年）
- DOLLS館(2011年閉店)
- 秋葉原コスプレ館(2012年閉店)
- なんば弐番館(2016年閉店)
- セレクト館(2017年閉店)
- アイドル館(2017年閉店)
- 秋葉原新館(2017年閉店)

## 関連書籍
- 大塚健『難病で寝たきりでも「他力本願」で年間50億円稼ぐ!』（2012年、青志社）